# Морено Карбонеро, Хосе
Хосе Морено Карбонеро (исп. José Moreno Carbonero; 28 марта 1860, Малага — 15 апреля 1942, Мадрид) — испанский художник-портретист, представитель Малагской школы живописи.

## Биография
Хосе Морено Карбонеро учился в художественной школе в родном городе у Хосе Дениса Бельграно и Бернардо Феррандиса. В 12 лет он стал победителем художественного конкурса, проводившегося в Малаге. В 1874 году Карбонеро участвовал в национальном конкурсе и завоевал серебряную медаль, а в 1876 году на таком же конкурсе — бронзовую.
В 1876 году он получил стипендию Мариано Фортуни на обучение в Риме. Вернувшись в Испанию, Карбонеро побеждал на национальных конкурсах 1881 и 1887 годов. С 1892 года Карбонеро занимался преподаванием рисунка с натуры в Королевской академии изящных искусств имени Святого Фердинанда. Карбонеро был одним из учителей Сальвадора Дали.
Могила Карбонеро находится в Малаге на кладбище Сан-Мигель. В память о художнике в Малаге в 1958 году был возведён памятник и названа одна из центральных малагских улиц.
Заслуги художника были отмечены Большим крестом испанского ордена Альфонса XII.